# Haaniella erringtoniae
Haaniella erringtoniae (vroeger: Haaniella muelleri) (PSG: 112) is een insect uit de orde van de Phasmatodea (wandelende takken) en is afkomstig uit Maleisië.
Ze planten zich geslachtelijk voort. Met haar legboor steekt het vrouwtje haar eitjes in de grond. Deze komen dan na zes tot acht maanden uit en na 10 maanden zijn de nimfen volwassen. Volwassen mannetjes worden ongeveer 7 cm groot, vrouwtjes ongeveer 10 cm.
De dieren eten onder andere klimop, braambladeren en eikenbladeren.
De soort verschuilt zich graag in het terrarium, schuilmogelijkheden plaatsen is dus aangeraden.

## Galerij

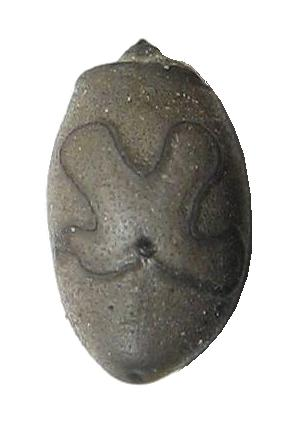
Eitje
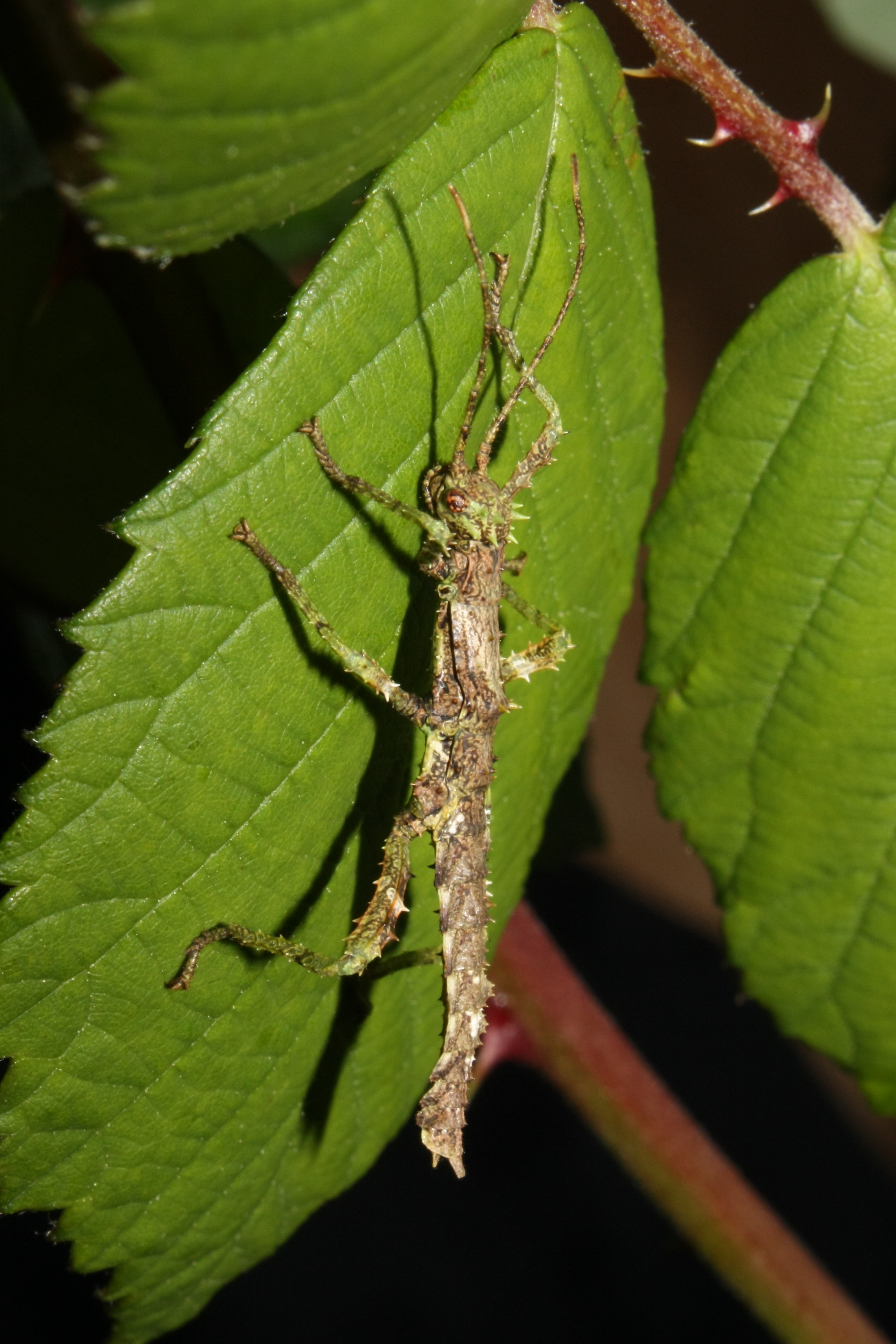
Nimf
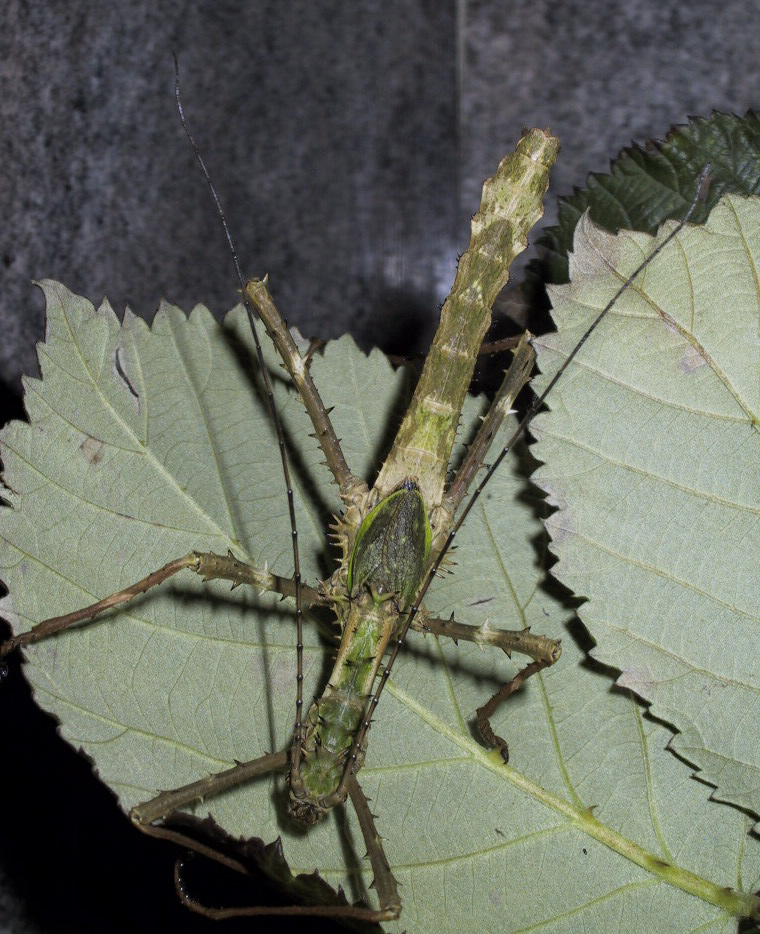
Volwassen mannetje
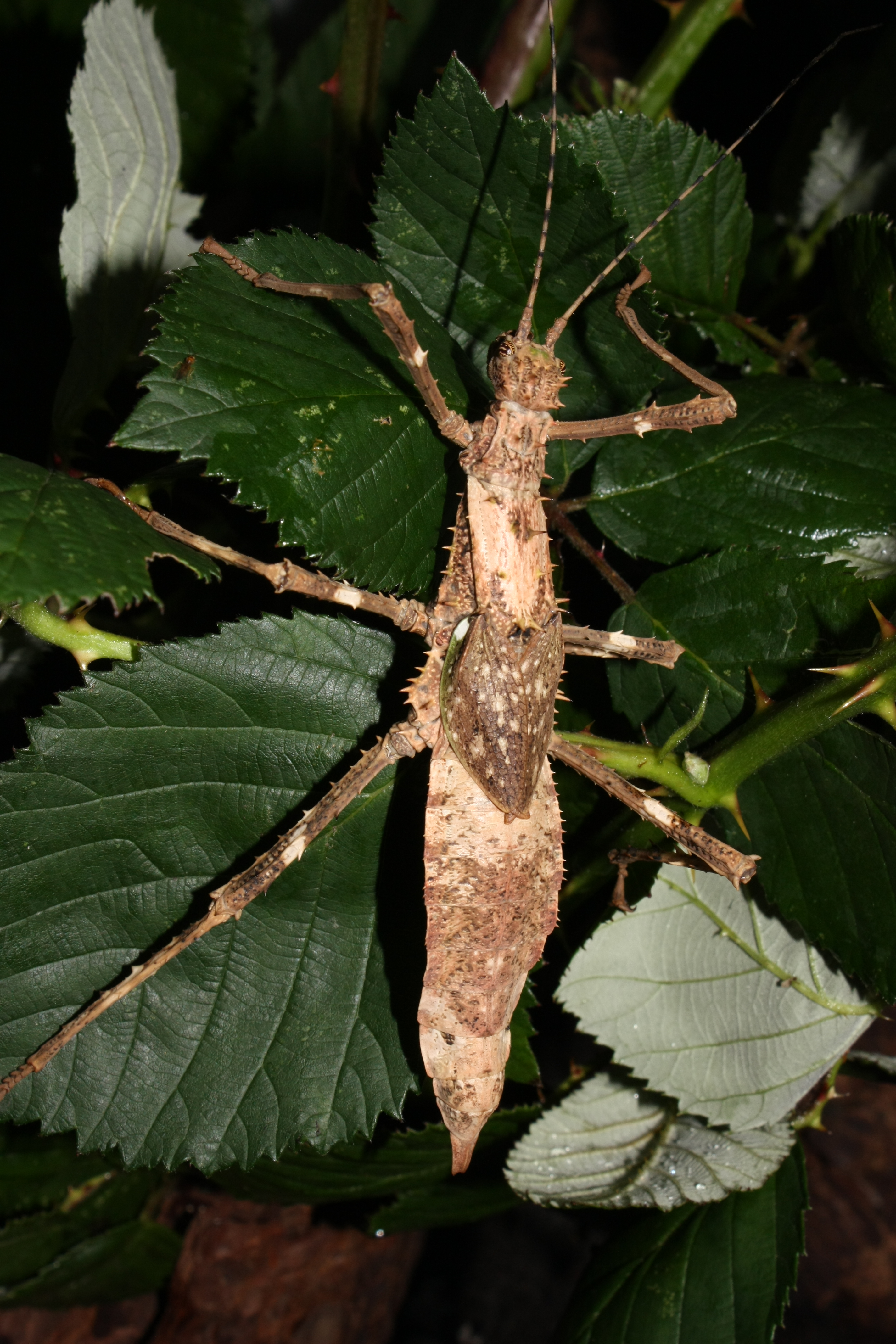
Volwassen vrouwtje